# Cesare Beccalossi
Cesare Beccalossi (Leno, 13 marzo 1799 – Torino, 28 marzo 1868) è stato un avvocato e politico italiano, deputato alla Camera dei deputati del Regno di Sardegna per il collegio elettorale di Leno nel 1860.

## Biografia
Figlio di Giuseppe Beccalossi e di Angela Marini, si laureò in Giurisprudenza all'Università di Pavia e operò come avvocato presso la Pretura di Leno, dal 1833 al 1852, e presso il Tribunale di Brescia, dopo il 1852.
Emigrò in Piemonte nel 1857 per tornare nel suo paese dopo la Seconda guerra d'indipendenza. Si avvicinò al Circolo Nazionale di Zanardelli e Cuzzetti, associazione politica locale vicino alla Sinistra liberale e iniziò a collaborare con gli organi di stampa dell'associazione: prima la «Gazzetta provinciale di Brescia» e in seguito «L'Indicatore Bresciano».
Alle politiche del 25 marzo 1860 si candidò per il collegio di Leno. Il suo nome ebbe il sostegno della Destra e della Sinistra locali, per cui, senza avversari, venne eletto deputato con 242 voti su 247 elettori.
In occasione delle elezioni che si svolsero nel gennaio 1861 il collegio elettorale lenese era stato riformato aggiungendo anche molti comuni che nella tornata precedente appartenevano al soppresso collegio di Bagnolo. Beccalossi si ricandidò e affrontò l'onorevole Francesco Longo che alla VII legislatura era stato il rappresentante della circoscrizione bagnolese. Quest'ultimo ottenne l'appoggio del Circolo Politico, che radunava i liberali moderati bresciani, e vinse al ballottaggio.
Morì a Torino, il 28 marzo 1868.